# Bright Star Catalogue

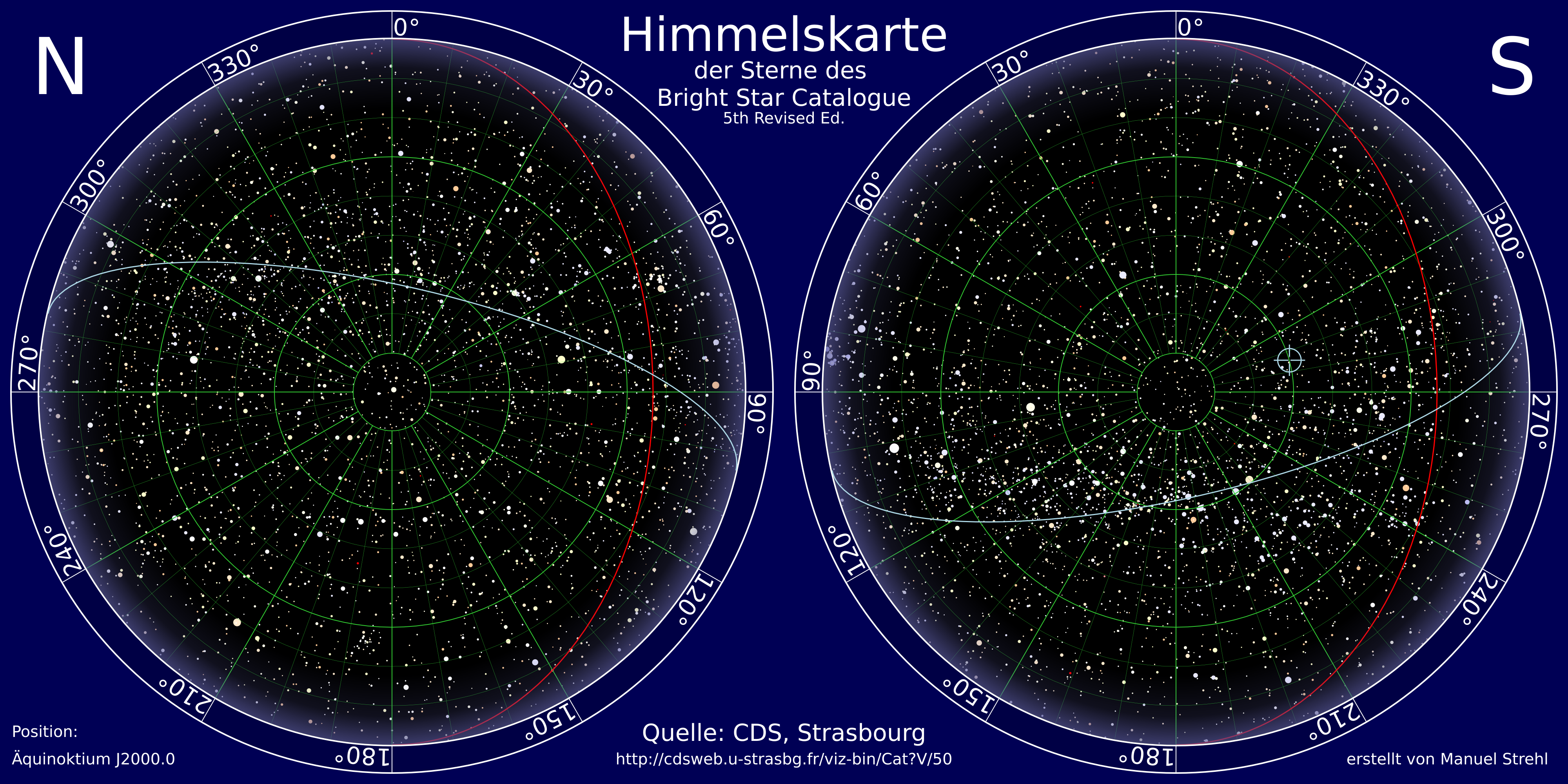
Representación mediante ordenador de las estrellas incluidas en el Bright Star Catalogue

El Bright Star Catalogue (en inglés Catálogo de Estrellas Brillantes), conocido también como Yale Catalogue of Bright Stars o Yale Bright Star Catalogue, es un catálogo estelar que incluye todas las estrellas cuya magnitud aparente es +6,5 o menor, que equivale aproximadamente a las estrellas visibles a simple vista.

## Historia
El catálogo contiene 9110 objetos, de los cuales 9095 son estrellas, 11 son novas o supernovas, y 4 son objetos no estelares; los objetos no estelares son los cúmulos globulares 47 Tucanae (designado HR 95) y NGC 2808 (HR 3671), y los cúmulos abiertos NGC 2281 (HR 2496) y el cúmulo abierto M67 (HR 3515).
El catálogo es fijo en el número de entradas, pero sus datos se mantienen y se adjunta con una sección con comentarios sobre los objetos cuya información se ha mejorado constantemente desde que el astrónomo de Yale Frank Schlesinger publicó la primera versión en 1930. La versión de 1991 fue la quinta, una versión que implicaba una mejora considerable de la sección de comentarios, que pasaba a ocupar un poco más que el tamaño del catálogo en sí. Esta edición, además de varias ediciones anteriores, fue compilada y editada por Dorrit Hoffleit de la Universidad Yale.
Aunque la abreviatura del catálogo es BS o YBS, las citas de estrellas indexadas en el catálogo usan HR antes del número de catálogo, después del predecesor de 1908 del catálogo, el Harvard Revised Photometry Catalog producido por el Observatorio del Harvard College. La "Harvard Photometry" original fue publicada en 1884 por Edward Charles Pickering, y contenía alrededor de 4000 estrellas. Tras su lanzamiento, Pickering promovió un estudio estelar más amplio que incluiría estrellas del hemisferio sur. Este trabajo fotométrico fue llevado a cabo por Solon Irving Bailey entre 1889 y 1891, lo que permitió la publicación de la "Fotometría de Harvard revisada" en 1908. El nuevo catálogo contenía estrellas hasta la magnitud 6.5 en ambos hemisferios. El trabajo fue continuado por John Adelbert Parkhurst hasta los años 1920.

## Información facilitada
Para cada estrella, el catálogo contiene la siguiente información:
- Identificaciones incluidas en otros catálogos
- Identificaciones de estrella doble o múltiple
- Indicaciones de variabilidad y designadores de variable
- Posiciones ecuatoriales para B1900.0 y J2000.0
- Coordenadas galácticas
- Datos fotoeléctricos fotométricos UBVRI (si los hay)
- Tipo espectral de acuerdo al sistema de clasificación MKK
- Movimiento propio (J2000.0)
- Paralaje
- Datos de velocidad radial y de velocidad de rotación
- Información sobre estrellas múltiples (número de componentes, separación y diferencia de magnitud entre ellas)

Además de los datos, hay un amplio archivo de comentarios con información más detallada sobre entradas individuales. Esta información incluye nombres de la estrella, colores, espectros, detalles de variabilidad, características de sistemas binarios, velocidades radiales y de rotación para estrellas acompañantes, información de duplicidad, paralajes dinámicas, dimensiones estelares (radios y diámetros), polarización y pertenencia a asociaciones estelares y cúmulos.
El catálogo contiene 9110 objetos, de los cuales 9096 son estrellas; catorce de los objetos catalogados en la compilación original de 1908 son novas u objetos extragalácticos que han sido conservados para mantener la numeración, pero la mayor parte de sus datos se ha omitido. La sección de comentarios es ligeramente más grande que el catálogo principal.
Actualmente el Bright Star Catalogue está disponible en línea en su quinta edición desde varias fuentes. Aunque la abreviatura del catálogo es BS o YBS, como ya se ha señalado, las citas de las estrellas indexadas en el catálogo utilizan HR antes del número de catálogo, debido a su predecesor, el Harvard Revised Photometry Catalogue de 1908, realizado por el Harvard College Observatory.